# Gare routière du Grand Istanbul
La gare routière du Grand Istanbul (en turc : Büyük İstanbul Otogarı) renommée gare routière de la démocratie du 15-Juillet d'Istanbul (İstanbul 15 Temmuz Demokrasi Otogarı) est la principale gare routière d'Istanbul. Elle est située dans les confins du district de Bayrampaşa mais est désignée comme la gare routière d'Esenler d'après le district voisin. Elle est desservie par la station Otogar de la ligne M1 du métro d'Istanbul.

## Construction
À la fin des années 1950 la gare routière de Thrace est ouverte au pied des fortifications byzantines au niveau de la porte de Topkapı. Première gare routière de la ville, elle n'est pas située dans la périphérie et est enserrée dans le tissu urbain. 
En 1987, l'Association Internationale des Transporteurs par Autobus d’Anatolie et de Thrace signent un accord avec la métropole d'Istanbul (créée en 1984) qui concède à cette dernière, pour une durée de 25 ans, la construction et la gestion d'une nouvelle gare routière, située en périphérie et près des grands axes.
En 1994, la gare de Thrace est fermée et la gare du Grand Istanbul est ouverte.